# Will Marion Cook
Will Marion Cook né le 27 janvier 1869 à Washington, mort le 19 juillet 1944 à New York est violoniste et chef d'orchestre de jazz américain.

## Carrière

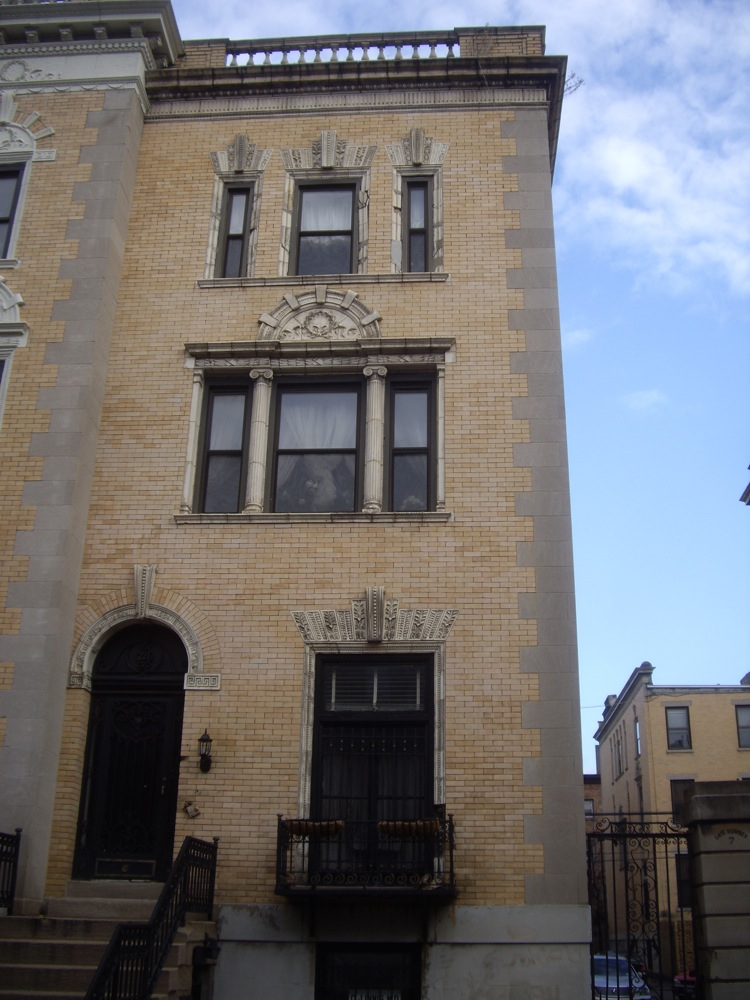
la maison de Will Marion Cook à Manhattan

Après des études au conservatoire d'Oberlin il part en 1885 pour Berlin où il suit les cours de Joseph Joachim. En 1898 de retour aux États-Unis il compose une comédie musicale Clorindy, the origin of the cake walk. Le succès aidant il en crée d'autres In Dahomey, puis in Bandana land entre 1902 et 1907. Il fonde un orchestre en 1918 le New York syncopated orchestra rebaptisé Will Marion Cook's southern syncopated orchestra où joue Sidney Bechet et triomphe à Londres avec notamment le thème characteristic blues. Il retourne en Amérique seul, laissant ses musiciens en Europe. Son orchestre est l'un de ceux qui ont le plus contribué à faire découvrir le jazz afro-américain en Europe.
La maison de celui que Duke Ellington appelait «le maitre des maitres de notre peuple» et où il vécut de 1918 à 1944 est située au 221e West 138th Street à New York. Elle a été inscrite au patrimoine historique national en 1976.

## Source
André Clergeat, Philippe Carles Dictionnaire du jazz Bouquins/Laffont 1990 p.233